# Teoria del campo cristallino
La teoria del campo cristallino, introdotta originariamente dai fisici Hans Bethe e John Hasbrouck van Vleck negli anni trenta, è un modello teorico adottato per interpretare il legame chimico che intercorre nei complessi. Questa teoria rende conto di alcune proprietà caratteristiche di questi composti quali quelle magnetiche, la peculiare colorazione e alcune caratteristiche spettroscopiche e termodinamiche. D'altro canto diviene approssimata o insufficiente nella trattazione più approfondita delle proprietà fisiche e dei legami chimici, come quelli che intercorrono tra un metallo di transizione e un ligando molecolare quale può essere il monossido di carbonio. La teoria del campo dei ligandi rappresenta un altro modello più completo ed esauriente fondato sulla teoria degli orbitali molecolari che riesce a colmare le lacune inerenti alla teoria del campo cristallino rappresentando una sua estensione.

## Teoria
Il modello del legame chimico nei complessi assume che i ligandi si avvicinino agli orbitali d del metallo centrale lungo la terna degli assi cartesiani. In questo modo gli orbitali di valenza di quest'ultimo, i cinque orbitali degeneri d, interagiscono con gli elettroni dei ligandi in fase di avvicinamento mutando il loro stato degenere. In pratica i ligandi vengono considerati come cariche negative in fase di avvicinamento.

### Complessi ottaedrici

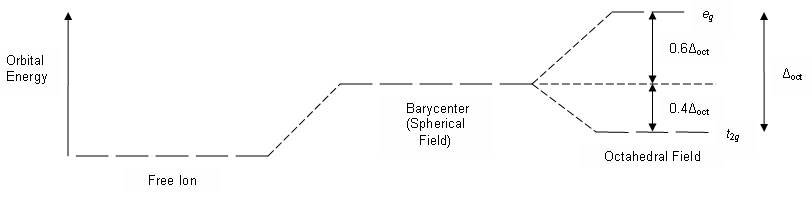
Diagramma che mostra la separazione energetica degli orbitali nel campo ottaedrico.

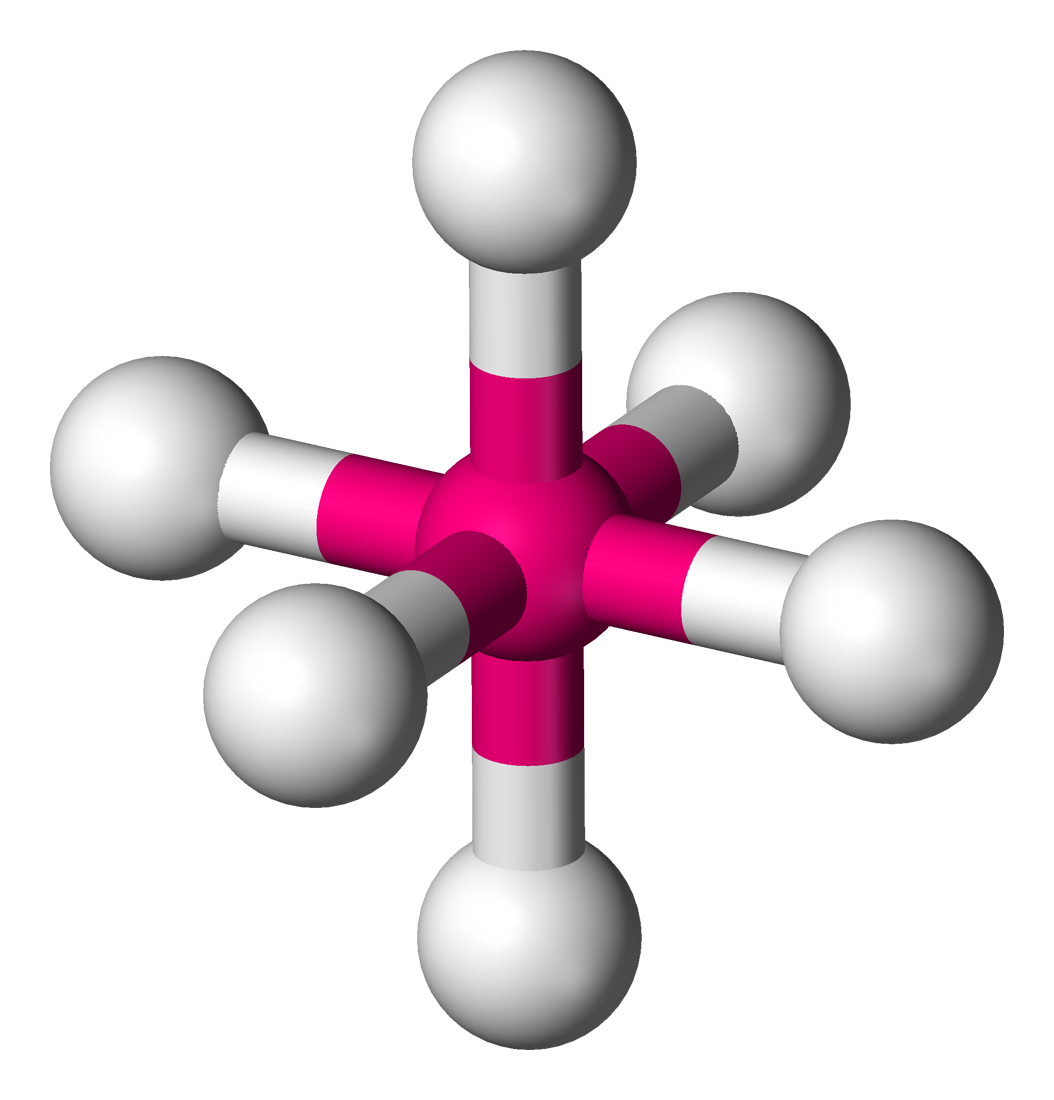
Modello di un composto ottaedrico.

Nel caso di complessi ottaedrici, ovvero in generale complessi del tipo ML6 (M=metallo ed L=ligando) o assimilabili, la simmetria caratteristica produce una nuova coppia di orbitali, una doppiamente degenere e l'altra triplamente degenere. La coppia doppiamente degenere è formata dagli orbitali dz² e dx²-y² che essendo orientati lungo gli assi cartesiani subiscono un incremento energetico dovuto alla repulsione elettronica generata dall'avvicinamento dei ligandi. Invece gli orbitali disposti lungo i tre piani individuati dagli assi cartesiani, ovvero i dxy, dyz e dxz, sperimentano una minore repulsione e quindi il loro livello energetico risulta inferiore a quello corrispondente allo stato degenere originario. Nel caso in oggetto, ovvero quello di un complesso ottaedrico, gli orbitali doppiamente degeneri sono denominati eg e hanno carattere antilegante, mentre quelli triplamente degeneri costituiscono gli orbitali t2g e possiedono natura legante. 
La differenza di energia tra gli eg e i t2g viene indicata come Δo (delta ottaedrico) e dipende tra l'altro sia dalla natura e stato di ossidazione del metallo, che dalla natura e arrangiamento dei ligandi attorno al centro metallico. La serie spettrochimica elenca un insieme di ligandi in funzione della crescente tendenza a provocare una separazione energetica Δo maggiore.

### Complessi tetraedrici

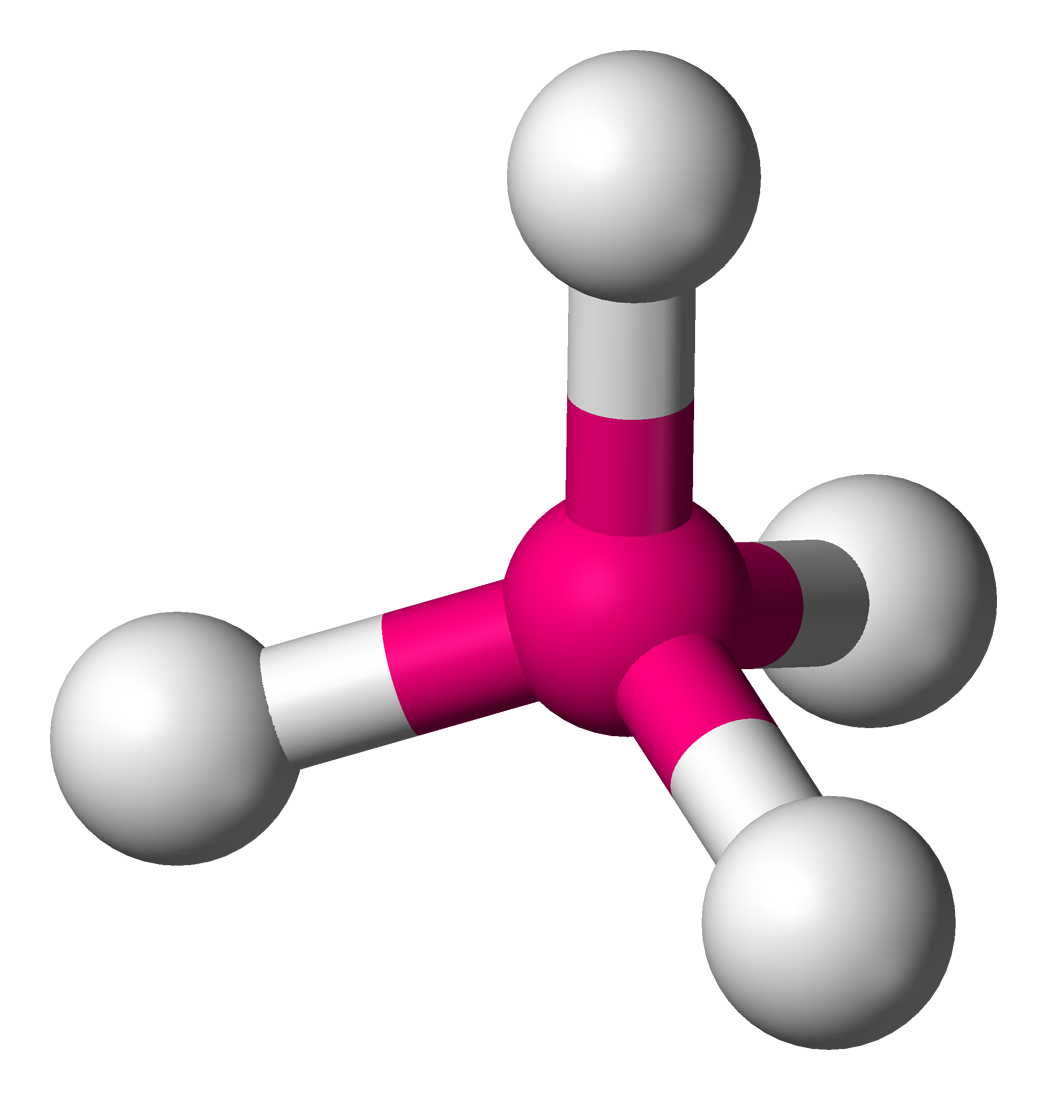
Modello di un composto tetraedrico.

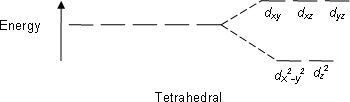
Diagramma della separazione energetica degli orbitali d appartenenti al metallo per un campo tetraedrico.

Simili considerazioni portano ad una differente disposizione degli orbitali per un composto tetraedrico, con formula generale ML4. I ligandi possono essere posizionati alternati ai quattro vertici di un tetraedro, dove il metallo è posizionato al centro. In questo caso, si nota che nessuno degli orbitali d punta direttamente ai ligandi. Si possono però considerare i due orbitali dz² e dx²-y² facenti parte di un gruppo degenere, poiché puntano entrambi nelle facce del tetraedro. I restanti tre orbitali d, dxy, dyz e dxz, subiscono maggiore repulsione dato che puntano verso i vertici, ovvero proprio dove sono posizionati i ligandi. Si ha così un modello esattamente invertito rispetto al caso dell'ottaedro.
La differenza di energia fra gli eg (questa volta più bassi in energia) e i t2g viene indicata come ΔT. In genere, questo parametro è decisamente più basso a parità di metalli e ligandi rispetto a Δo. Vi sono due motivi principali che spiegano questa differenza: formare quattro legami è meno favorevole energeticamente che formarne 6, e dunque la stabilizzazione è minore; inoltre, come spiegato sopra, gli orbitali d non essendo più direttamente direzionati verso i ligandi subiscono minore influenza rispetto a prima.

## Alto spin e basso spin
Come già detto, in relazione a un dato ione metallico, ligandi differenti provocano una differente separazione energetica degli orbitali d all'interno di un campo di definita simmetria. Nel riempire questi nuovi orbitali, sempre in base al principio dell'Aufbau, quando il numero di elettroni è maggiore di tre è possibile sistemare questi ultimi in due modi differenti. Nel fare ciò occorre considerare quantitativamente l'entità della separazione energetica Δ (per esempio, il Δo per complessi ottaedrici o il ΔT per quelli tetraedrici, per i quali vale ΔT ≈ 0,45Δo) e la cosiddetta energia di accoppiamento di spin, ovvero il surplus energetico derivante da una configurazione con spin antiparalleli (maggiore repulsione). 

Configurazione di un complesso ad alto spin quale [FeBr_{6}]^{3−}

Configurazione di un complesso a basso spin quale [Fe(NO_{2})_{6}]^{3−}

Nello specifico, se la separazione energetica è di minore entità rispetto all'energia di accoppiamento di spin (campo debole) si avrà un maggiore guadagno energetico, e quindi di stabilità, con la disposizione degli elettroni che attuano il semiriempimento secondo la regola di Hund, popolando i livelli energetici superiori eg. In questo modo la molteplicità di spin è massima e si ottiene quello che viene definito complesso ad alto spin. Se invece l'entità della separazione energetica è grande (campo forte) allora risulta energeticamente più favorevole l'accoppiamento degli spin, dando esito ad una configurazione con la minima molteplicità totale di spin. Il tipo di complessi caratterizzati da questa configurazione viene definito a basso spin.
È interessante notare come l'analisi della configurazione elettronica dei complessi possa predire molto semplicemente alcune proprietà fisiche quali il numero di elettroni spaiati nello ione metallico (proprietà magnetiche) o spettroscopiche. Un composto che presenta elettroni spaiati è paramagnetico, solo se tutti gli elettroni sono appaiati esso è diamagnetico. Conoscendo invece il valore della separazione energetica Δ è possibile risalire, tenendo conto che l'assorbimento di un quanto di luce promuove un elettrone dagli orbitali t2g a quelli eg, alla lunghezza d'onda della luce assorbita e quindi poi al colore che il complesso presenta. Questo perché le energie di separazione energetica Δ degli orbitali d nei complessi dei metalli di transizione ricadono generalmente nel campo di lunghezze d'onda (o di frequenze) della radiazione visibile. Si possono poi razionalizzare le variazioni di colore legate alla presenza di ligandi differenti legati a uno stesso centro metallico. 
Informazioni dettagliate sul valore di Δ possono essere ottenute tramite la spettroscopia ultravioletta/visibile; quest'ultima è spesso di importanza fondamentale per caratterizzare molti complessi metallici. Spesso, piuttosto che un singolo segnale nello spettro ad una determinata frequenza corrispondente a Δ, viene osservato un ampio segnale distribuito su più frequenze con un picco centrale. Ciò è dovuto a piccole variazioni nella lunghezza dei legami nel composto, che modificando l'interazione fra gli orbitali del metallo e quelli dei ligandi, provocano un piccolo scostamento dal valore centrale di Δ.

## Energia di stabilizzazione del campo cristallino
L'energia di stabilizzazione del campo cristallino (CFSE, dall'inglese Crystal Field Stabilization Energy) rappresenta la variazione in stabilità che si ottiene dalla nuova collocazione degli elettroni negli orbitali che hanno mutato i loro livelli energetici a seguito dell'effetto della carica dei ligandi. 
Rimanendo nel caso dei complessi ottaedrici, ogni elettrone presente su un orbitale t2g dà un contributo alla CFSE pari a - 0,4 Δo, mentre il contributo di un elettrone presente su un orbitale eg corrisponde a +0,6 Δo. Applicando il calcolo della CFSE al caso dei complessi d5 del ferro mostrati nelle due immagini sopra, si ottiene rispettivamente: nel caso del complesso a basso spin (5 elettroni disposti tutti negli orbitali t2g), CFSE = - (5 × 0,4 Δo) = - 2 Δo (in realtà a questo valore occorre aggiungere l'energia di accoppiamento di spin); nel caso del complesso ad alto spin si hanno 3 elettroni nei t2g (orbitali ad energia inferiore rispetto a quella dei d degeneri) e 2 elettroni negli eg (ad energia superiore rispetto agli orbitali d degeneri), per cui risulta CFSE = -(3 × 0,4 Δo) + (2 × 0,6 Δo) = 0. In questo caso la stabilizzazione generata dagli elettroni negli orbitali più bassi si annulla con l'effetto destabilizzante degli elettroni negli orbitali superiori.
La stabilizzazione del campo cristallino è applicabile a tutti i complessi dei metalli di transizione, qualunque sia la loro geometria.
 
Il motivo per cui molti complessi d8 sono a geometria planare-quadrata, è l'elevata stabilizzazione prodotta da questa disposizione geometrica con questo numero di elettroni.